# كريستين جيلبرت
تولت كريستين جيلبرت، الحاصلة على رتبة قائد (CBE)، منصب رئيس (اوفيستد) مكتب مقاييس التعليم وخدمات الأطفال ومهاراتهم (Ofsted) وكانت تلقب أيضًا بلقب كبيرة مشرفي التعليم وخدمات الأطفال ومهاراتهم التابعة لصاحبة الجلالة (HMCI) في الفترة من أكتوبر 2006 إلى 30 يونيو 2011.

## النشأة
تنحدر جيلبرت (ولدت باسم ماكجينتي) من أسرة أيرلندية كاثوليكية من الطبقة العاملة وارتادت مدرسة رهبنة في لندن. ودرست الأدب الإنجليزي و التاريخ في جامعة ريدنج.

## الحياة العملية
حصلت جيلبرت على تدريب كمُعلمة تاريخ، وتقول «لم أستطع تجاهل حقيقة وجود أطفال في الرابعة عشرة والخامسة عشرة أمامي ولا يستطيعون القراءة»، ولذلك حصلت على دبلومة القراءة من الجامعة المفتوحة لمعرفة ما يجب فعله. وفي سن الثانية والثلاثين، تولت منصب مدير مدرسة ويتمور الثانوية ثم حصلت على ترقية لتصبح مديرًا لإدارة التربية والتعليم بمنطقة ضاحية هارو في لندن. ثم أصبحت رئيسًا لخدمات التعليم بمنطقة تاور هاملتز في عام 1997 حيث تمت زيادة نسبة الحاصلين على الشهادة العامة للتعليم الثانوي أو ما يقابلها بمعدلات جيدة (A*-C)إلى 56% من 26% في غضون عقد. ثم لاحقاً أصبحت الرئيس التنفيذي لمجلس تاور هاملتز.

### مكتب مقاييس التعليم وخدمات الأطفال ومهاراتهم (Ofsted)
أصبحت جيلبرت كبيرة المشرفين لصاحبة الجلالة (HM) في الأول من أكتوبر 2006، لتحل محل موريس سميث. وكان أحد توجهاتها الأساسية يتمثل في الإشراف على توسيع صلاحية مكتب مقاييس التعليم وخدمات الأطفال ومهاراتهم منذ شهر أبريل 2007 ليشمل التفتيش على الخدمات الاجتماعية للأطفال وتعليم الكبار وجوانب إدارة شؤون المحاكم، حيث إن كل ذلك يرتبط بالأطفال. ولقد صرحت جيلبرت بأن هدفها ليس أن تكون المدارس «مرضية»، ولكن يجب أن تسعى جميعها للوصول إلى مستوى «جيد». فهي مرتبطة «بالتعليم المخصص» وتسعى إلى مشاركة «الطفل الذي يجلس في الزاوية ولا يتابع».
لقد ركزت على وجبات المدارس المجانية كأحد العوامل التي تمثل مؤشرًا على المجموعات الفقيرة (فيجب أن يقل الدخل عن المستويات الرسمية للفقر لكي يتمكن الأطفال من الحصول على وجبات مجانية). وفي عام 2000-2001، وجدت علاقة بسيطة تفيد بأنه كلما زاد مقدار وجبات المدرسة المجانية، قلت فرصة اعتبارها جيدة أو أفضل، وبالعكس تزداد مدى كونها مرضية أو أسوأ.
وكتبت ميريام روزن، خليفة جيلبرت، في التقرير السنوي لكبيرة مشرفي التعليم وخدمات الأطفال ومهاراتهم التابعة لصاحبة الجلالة لعام 2010/2011، «في ختام هذا التعليق، أود أن أغتنم الفرصة لألقي موجزًا وكلمة شخصية حول كريستين جيلبرت، والتي أنهت فترة توليها منصب كبيرة مشرفي التعليم وخدمات الأطفال ومهاراتهم التابعة لصاحبة الجلالة خلال هذا العام. فلقد قامت كريستين بتوحيد مكتب مقاييس التعليم وخدمات ومهارات الأطفال الجديد من المنظمات السابقة في عام 2007. كما بثت طاقة هائلة وحافزًا شخصيًا لخدمة الأطفال والطلاب. ولقد آمنت بحماس بأن كل الأشخاص لا يستحقون فقط الحصول على أفضل ما في الخدمات التي يستخدمونها، ولكن يجب على كل طفل التحصيل والتحسين من ذاته وأنهم باستطاعتهم ذلك. وتلك كانت الرؤية التي حركت المكتب لسنوات عديدة، وتستمر في ذلك حتى الآن».

### برينت
في يوم الاثنين، الخامس من نوفمبر 2012، تولت جيلبرت منصبًا كقائم بأعمال الرئيس التنفيذي للمجلس في منطقة ضاحية برينت في لندن، لفترة تعيين من ستة أشهر، وهي خلفت جاريث دانيال الذي ترك المنصب بصورة مفاجئة في أوائل هذه السنة.

## المعتقدات التعليمية
عندما بدأت جيلبرت عملها في التعليم، كانت تُعلم بشكل أولي بأسلوب «الكتب بأكملها» وآمنت بصحتها، ولكن عندما لاحظت آثار الإستراتيجية القومية لمحو الأمية، فأدركت أنه بالنسبة لهؤلاء الذين بعمر المدرسة يعتبر التعليم الواضح لعلم الصوتيات أمرًا هامًا.

## الحياة الشخصية
بعد أن حصلت على الطلاق من زوجها الأول، قابلت المستشار ووزير الحكومة لاحقًا طوني مكنولتي عندما كانت بمنصب مدير إدارة التربية والتعليم لضاحية هارو في لندن. ثم تزوجا في سبتمبر 2002 في هامر سميث آند فولهام. ولم تنجب أطفالاً من أي من الزوجين.
وفي 2010 تم ذكرها في مجلة «ذا تابليت» (The Tablet) كواحدة من أكثر الرومانيين الكاثوليكيين تأثيرًا في بريطانيا.

## وصلات خارجية
- Official declaration of her appointment in 2006

| سبقه Maurice Smith | مكتب المعايير في التعليم خدمات الأطفال ومهاراتهم at مكتب المعايير في التعليم خدمات الأطفال ومهاراتهم 2006- | تبعه Incumbent |